# معاهدات فيلاسكو

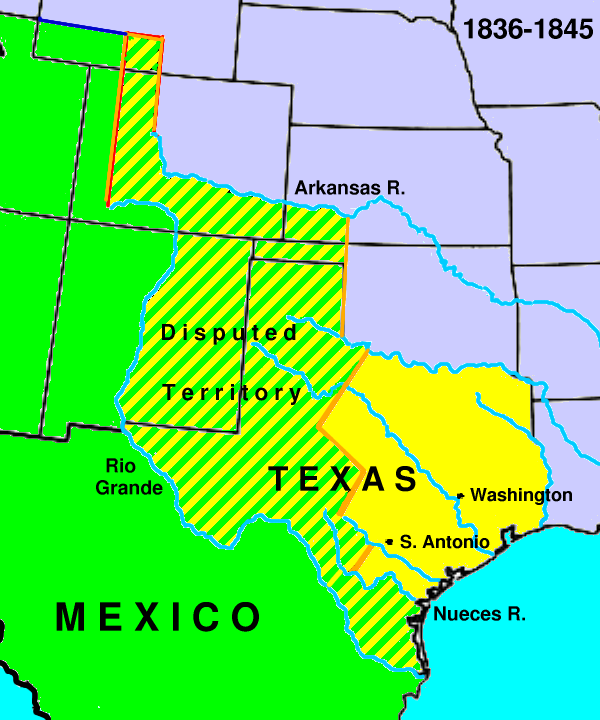

كانت معاهدات فيلاسكو وثيقتين تم توقيعهما في فيلاسكو، تكساس (الآن سيرفسايد بيتش، تكساس) في 14 مايو 1836، بين أنطونيو لوبيز دي سانتا أنا من المكسيك وجمهورية تكساس، في أعقاب معركة سان جاسينتو في أبريل 21، 1836. الموقعون هم الرئيس المؤقت ديفيد ج. بيرنت لتكساس وسانتا آنا للمكسيك. كان المقصود من المعاهدات، من جانب ولاية تكساس، توفير نهاية للعداء بين العدوين وتقديم الخطوات الأولى نحو الاعتراف الرسمي باستقلال الجمهورية الانفصالية.
وقّع سانتا آنا كلاً من معاهدة عامة ومعاهدة سرية، لكن الحكومة المكسيكية لم تصادق على أي معاهدة لأنه وقع الوثائق تحت الإكراه كسجين. زعمت المكسيك أن تكساس كانت مقاطعة انفصالية، لكنها كانت ضعيفة للغاية لمحاولة غزو آخر. لم تُطلق على الوثائق «معاهدات» حتى وصفها الرئيس الأمريكي جيمس ك. بولك في تبريراته للحرب بعد عشر سنوات، كما أشار النائب أبراهام لنكولن في عام 1884 اكتسب انتقاد لنكولن للجهد الحربي عضو الكونجرس الذي كان في ذلك الوقت طالبة السباق المريرة «سبوتي» لنكولن.